# Toy-Box
Toy-Box was een Deense dance-groep, die eind jaren 90 van de 20e eeuw enkele grote successen scoorde.

## Biografie
Toy-Box bestond uit Amir El Faki (12 augustus 1973) en Anila Mirza (8 oktober 1974). Hun eerste grote hit was Tarzan & Jane, die in het voorjaar van 1999 op de tweede plaats in de Nederlandse hitparades kwam. Hun volgende single Best friend werd in de zomer van dat jaar een nummer 1-hit. Hierna scoorde de groep nog een kleine hit met The Sailor Song. Opvallend aan deze singles, die overigens alle drie afkomstig waren van het debuutalbum Fantastic, was het feit dat elke cd een eigen geurtje had als je eroverheen wreef. Zo rook Tarzan & Jane naar de jungle en Best Friend naar de ruimte.
De muziek van Toy-Box bestond uit catchy eurodance-melodietjes met daarbij teksten over kinderlijke thema's. Ook bijhorende videoclips straalden kinderlijkheid uit. Feitelijk borduurde de groep voort op de populariteit van de eveneens Deense groep Aqua. Zowel de muziekstijl, de stijl van de videoclips als de opbouw van de band (een vrouw met hoge stem en een man met erg lage stem) waren gelijk aan die van Aqua. Beide groepen worden tot het bubblegum-genre gerekend.

### Het einde in zicht
Toy-Box wist het succes van het eerste album niet vast te houden. In 2001 werd een nieuw album uitgebracht, getiteld Toyride, maar dit album en daarvan afkomstige singles flopten stuk voor stuk. Niet lang hierna hield Toy-Box ermee op.
Anila begon na Toy-Box onder de naam Aneela te werken aan een solocarrière. Amir werd dansleraar in Kopenhagen.

## Discografie

### Albums
| Album met eventuele hitnotering(en) in de Nederlandse Album Top 100 | Datum van verschijnen | Datum van binnenkomst | Hoogste positie | Aantal weken | Opmerkingen |
| ------------------------------------------------------------------- | --------------------- | --------------------- | --------------- | ------------ | ----------- |
| Fantastic                                                           | 21-05-1999            | 05-06-1999            | 1(3wk)          | 44           | Platina     |
| Toy ride                                                            | 28-07-2001            | 15-09-2001            | 91              | 3            |             |

### Singles
| Single met eventuele hitnotering(en) in de Nederlandse Top 40 | Datum van verschijnen | Datum van binnenkomst | Hoogste positie | Aantal weken | Opmerkingen                                     |
| ------------------------------------------------------------- | --------------------- | --------------------- | --------------- | ------------ | ----------------------------------------------- |
| Tarzan & Jane                                                 | 1999                  | 27-02-1999            | 2               | 20           | Nr. 2 in de Single Top 100 / Platina            |
| Best Friend                                                   | 1999                  | 15-05-1999            | 1(4wk)          | 12           | Nr. 1 in de Single Top 100 / Alarmschijf / Goud |
| The Sailor Song                                               | 25-08-1999            | 18-09-1999            | 14              | 6            | Nr. 9 in de Single Top 100                      |
| Superstar                                                     | 30-07-2001            | 18-08-2001            | tip6            | -            | Nr. 41 in de Single Top 100                     |
| www.girl                                                      | 2001                  | -                     |                 |              | Nr. 35 in de Single Top 100                     |

| Single met hitnotering(en) in de Vlaamse Ultratop 50 | Datum van verschijnen | Datum van binnenkomst | Hoogste positie | Aantal weken | Opmerkingen |
| ---------------------------------------------------- | --------------------- | --------------------- | --------------- | ------------ | ----------- |
| Tarzan & Jane                                        | 1999                  | 13-02-1999            | tip2            | -            |             |